# 阿寺山

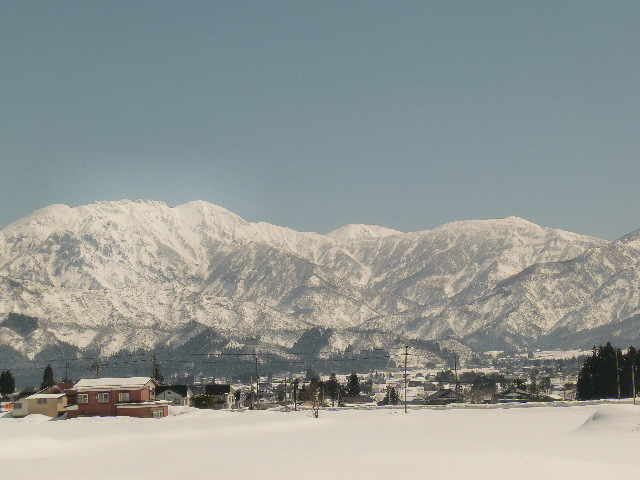
南魚沼市四十日より、八海山・阿寺山を望む。

阿寺山（あでらやま）とは、新潟県南魚沼市にある山である。八海山東端五龍岳から南に派生する尾根上が山頂になる。

## 登山コース
- 広堀登山口から約3時間30分

## アクセス
- 関越自動車道六日町インターチェンジから約12km（約20分）、大和PA/スマートインターチェンジから約17km（約25分）
- 上越新幹線越後湯沢駅から上越線・北越急行ほくほく線乗換え、六日町駅まで約21分。
  - 六日町駅より南越後観光バスで約30分。タクシーで約25分。